# 24-Stunden-Rennen auf dem Nürburgring 2016

Streckenführung für das 24-Stunden-Rennen ab 1995

Das 44. 24-Stunden-Rennen auf dem Nürburgring fand vom 28. auf den 29. Mai 2016 auf dem Nürburgring statt.

## Rennergebnis
Das Rennen des Jahres 2016 endete mit einem noch knapperen Vorsprung als im Vorjahr. Gewinner war das AMG-Team Black Falcon mit Bernd Schneider, Maro Engel, Adam Christodoulou und Manuel Metzger. Mit einem Rückstand von nur 5,697 Sekunden erreichte das AMG-Team HTP-Motorsport mit Christian Vietoris, Marco Seefried, Christian Hohenadel und Renger van der Zande auf Rang zwei das Ziel. Das Siegerpodest komplettierte mit einer Runde Rückstand auf dem dritten Rang das HARIBO Racing Team – AMG mit Uwe Alzen, Lance David Arnold, Maximilian Götz und Jan Seyffarth. Das zweite Fahrzeug vom AMG-Team Black Falcon mit Hubert Haupt, Yelmer Buurman, Maro Engel und Dirk Müller auf Rang vier sorgte für einen Vierfacherfolg des Mercedes-AMG GT3. Mit dem MANN-Filter Team Zakspeed auf Rang sechs platzierte sich ein weiterer Mercedes-AMG GT3 in den Top 10.
Kurz nach dem Start des Rennens erzwangen sintflutartige Regenfälle und Hagel eine Rennunterbrechung. Es dauerte über eine Stunde, bis alle Fahrzeuge wieder zurück in der Boxengasse waren. Nach einer dreistündigen Unterbrechung konnte das Rennen erneut gestartet werden.
Die Sieger erreichten nach 134 Runden das Ziel und legten dabei eine Renndistanz von 3400,65 km zurück. Von den 158 Fahrzeugen am Start kamen 55 nicht in die Wertung.

## Streckenführung
Seit dem Umbau der Strecke im Jahr 1983 wurde das 24-Stunden-Rennen am Nürburgring ab 1984 auf einer Kombination aus Nordschleife und Grand-Prix-Strecke ausgetragen. Ab 1995 wurde zusätzlich die neue Veedol-Schikane in die Streckenführung integriert.